# General de Artillería

Insignia de hombro.

General de Artillería  (en alemán General der Artillerie) era un rango de tres estrellas del generalato, comparado al grado OF-8 de las fuerzas armadas modernas, en el Ejército Imperial, el Reichswehr o la Wehrmacht, el segundo más alto del ejército regular después del de Generaloberst. 
Los oficiales de caballería de rango equivalente eran llamados General de Caballería y los oficiales de infantería de rango equivalente General de Infantería. En 1935 la Wehrmacht añadió los rangos de General der Panzertruppe (tropas acorzadas), General der Gebirgstruppen (tropas de montaña), General der Fallschirmtruppen (tropas paracaidistas), y General der Nachrichtentruppen (tropas de comunicaciones). En la Luftwaffe, el rango equivalente era General der Flieger.

## A
- Alexander Andrae (1888-1979)
- Maximilian de Angelis (1889-1974)

## B
- Paul Bader (1883-1971)
- Anton Reichard von Mauchenheim genannt Bechtolsheim
- Karl Becker (1879-1940), Heereswaffenamt
- Hans Behlendorff (1889-1961)
- Wilhelm Berlin (1889-1987)
- Friedrich von Boetticher (1881-1967)
- Hans von Bülow (1816-1897)

## C
- Eduard Crasemann (1891-1950)

## E
- Theodor Endres (1876-1956)
- Erwin Engelbrecht (1891-1964)

## F
- Wilhelm Fahrmbacher (1888-1970)
- Maximilian Felzmann (1894-1962)
- Maximilian Fretter-Pico (1892-1984)
- Werner von Fritsch (1880-1939); después Generaloberst

## G
- Curt Gallenkamp (1890-1958)
- Max von Gallwitz (1852-1937)
- Theodor Geib (1888-1944)
- Hans von Gronau (1850-1940)

## H
- Christian Hansen (1885-1972)
- Walter Hartmann (1891-1977)
- Friedrich-Wilhelm Hauck (1897-1979)
- Ernst-Eberhard Hell (1887-1973)
- Kurt Herzog (1889-1948)
- Maximilian Ritter von Höhn (1859-1936)
- Kraft de Hohenlohe-Ingelfingen (1827-1892)

## J
- Curt Jahn (1892-1966)
- Alfred Jodl (1890-1946); después Generaloberst.

## K
- Rudolf Kaempfe (1893-1962)
- Leonhard Kaupisch (1878-1945)
- Walter Keiner (1890-1978)
- Konrad Krafft von Dellmensingen (1862-1953)
- Friedrich Freiherr Kress von Kressenstein (1870-1948)
- Georg von Küchler (1881-1968), después Generalfeldmarschall

## L
- Emil Leeb (1881-1969)
- Eduard von Lewinski (1829-1906)
- Fritz Lindemann (1890-1944)
- Christian Nicolaus von Linger (1669-1755), primer oficial en sostener el rango de General de Artillería en el Ejército prusiano.
- Herbert Loch (1886-1976)
- Walter Lucht (1882-1949)

## M
- Erich Marcks (1891-1944)
- Anton Reichard von Mauchenheim (1896-1961)
- Horst von Mellenthin (1898-1977)
- Heinrich Meyer-Buerdorf (1888-1971)
- Willi Moser (1887-1946)
- Eugen Müller (1891-1951)

## O
- Herbert Osterkamp (1894-1959)

## P
- Walter Petzel (1883-1965)
- Max Pfeffer (1883-1955)
- Georg Pfeiffer (1890-1944)

## R
- Friedrich von Rabenau (1884-1945); muerto en un campo de concentración.
- Antoni Wilhelm Radziwiłł (1833-1904)
- Walther von Reichenau (1884-1942); después Generalfeldmarschall.
- Rudolf Freiherr von Roman (1893-1970)

## S
- Friedrich von Scholtz (1851-1927)
- Walther von Seydlitz-Kurzbach (1888-1976)
- Johann Sinnhuber (1887-1979)
- Hermann Ritter von Speck (1888-1940)
- Hans Speth (1897-1985)
- Hermann von Stein (1854-1927)
- Wilhelm Stemmermann (1888-1944)

## T
- Gerhard Tappen (1866-1953); por brevet
- Siegfried Paul Leonhard Thomaschki (1894-1967)
- Johann Nepomuk von Triva (1755-1827)

## V
- Alfred von Vollard-Bockelberg (1874-1945), Heereswaffenamt

## W
- Kurt Waeger (1893-1952)
- Eduard Wagner (1894-1944), Generalquartiermeister des Heeres, se suicidó.
- Martin Wandel (1892-1943)
- Walter Warlimont (1894-1976)
- Helmut Weidling (1891-1955), después Kampfkommandant de Berlín.
- Albert Wodrig (1883-1972)
- Rolf Wuthmann (1893-1977)

## Z
- Heinz Ziegler (1894-1972)

- Datos: Q664101